# Neospondylis upiformis
Neospondylis upiformis là một loài bọ cánh cứng trong họ Cerambycidae.